# Juan Francisco Pazos Monasí
Juan Francisco Pazos Monasí, (Lima, 22 de julio de 1836 - ibídem, 24 de junio de 1902) abogado, periodista y político peruano. Fue diputado constituyente (1867), ministro de Hacienda y Comercio (1879), diputado por Pomabamba (1886-1889), ministro de Justicia, Instrucción, Culto y Beneficencia (1886) y diputado por Hualgayoc (1890-1893). Fundador y director del diario El Nacional.

## Biografía
Hijo de Juan José Pazos Solano y Francisca Monasí. En París inició su educación, concluyéndo sus estudios de Jurisprudencia en el Convictorio de San Carlos de Lima.
Se orientó al periodismo, y, junto con Ricardo Palma y Lorenzo García editó El Liberal. Luego fue cronista del diario El Comercio (1858).
Se trasladó a Arequipa para ejercer como secretario particular del mariscal Miguel de San Román, entonces jefe militar de los departamentos del Sur. Su estancia en la ciudad blanca lo aprovechó para graduarse de bachiller en Jurisprudencia en la Universidad Nacional de San Agustín y recibirse como abogado (1862).
Estando en Arequipa, se sumó a la revolución nacionalista del coronel Mariano Ignacio Prado (1865). Fue entonces redactor del Boletín Oficial del ejército revolucionario, que acompañó al ejército revolucionario en su recorrido por el país.
Triunfante la revolución de Prado, Pazos se instaló en Lima. Apoyó la campaña contra la Escuadra Española del Pacífico. Fue redactor del diario El Perú y fundador del diario El Nacional, que dirigió de 1865 a 1871.
Fue elegido miembro del Congreso Constituyente de 1867 por la provincia de Chota durante el gobierno de Mariano Ignacio Prado. Este congreso expidió la Constitución Política de 1867, la octava que rigió en el país, y que sólo tuvo una vigencia de cinco meses desde agosto de 1867 a enero de 1868.
En 1868 se graduó de doctor en Jurisprudencia en la Universidad de San Marcos, y se consagró a la abogacía. Inicialmente militó en el Partido Civil, pero se alejó del mismo y fue uno de los fundadores del Partido Nacional (1877). En la Universidad de San Marcos tuvo a su cargo la cátedra de Derecho Internacional.
Volvió a la política en plena Guerra del Pacífico, cuando fue convocado para ocupar el cargo de ministro de Hacienda y Comercio, que ejerció efímeramente de septiembre a octubre de 1879, durante el gobierno interino del general Luis La Puerta (el presidente Mariano Ignacio Prado se hallaba entonces en el Sur como Director de Guerra).  Renunció por desacuerdos con el parlamento.
En 1884 integró la junta directiva del naciente Partido Liberal, junto con José María Químper, el general José Miguel Medina, Pedro Manuel Rodríguez, Dionisio Derteano, Carlos Lissón, Camilo Carrillo y Luis Felipe Villarán. Partido que, aliado con antiguos civilistas, y contrario al pierolismo, apoyó al Partido Constitucional, que lanzó la candidatura del general Andrés A. Cáceres a la presidencia en 1886.
Iniciada la Reconstrucción Nacional, fue elegido diputado por la provincia de Pomabamba (1886-1889) y al inaugurarse el primer gobierno del general Andrés A. Cáceres fue nombrado ministro de Justicia e Instrucción, cargo que ejerció entre junio y octubre de 1886.
Nuevamente fue elegido diputado, esta vez representando a la provincia de Hualgayoc (1889-1894).  Formó parte del Consejo Gubernativo, creado en 1896 para asesorar al presidente en diversos temas. Este consejo estaba integrado por personalidades destacadas, como Manuel Pablo Olaechea, Alejandro Arenas, Manuel Candamo, Luis Carranza, Enrique de la Riva Agüero, Luis Felipe Villarán, Manuel Santos Pasapera, Isaac Alzamora, Francisco García Calderón, entre otros.